# Campeonato de Cuarta División 1905 (Argentina)
El Campeonato de Cuarta División 1905 fue el quinto campeonato de la Cuarta categoría del fútbol argentino, equiparable de la actual Primera C (hoy en el Cuarto nivel). Fue organizado por la Argentine Association Football League, disputado con planteles de juveniles, de equipos inscripto en divisiones superiores y colegios e instituciones.
El campeón fue el San Isidro IV, no ascendió a la Tercera categoría, ya que por aquella época no existía un sistema de ascensos y descensos, y los clubes elegían en qué división deberían jugar.

## Equipos
| Equipo                            | Ciudad                    |
| --------------------------------- | ------------------------- |
| San Isidro IV                     | San Isidro (Buenos Aires) |
| San Martin Athletic III           | San Martin (Buenos Aires) |
| Instituto Americano II            | Adrogué                   |
| Catedral al Norte II              | Ciudad de Buenos Aires    |
| Estudiantil Porteño III           | Ciudad de Buenos Aires    |
| Estudiantil Porteño IV            | Ciudad de Buenos Aires    |
| Club Adrogue                      | Adrogué                   |
| Belgrano de Ejercicios físicos II | Belgrano (Buenos Aires)   |
| Gimnasia y Esgrima (BA) II        | Palermo (Buenos Aires)    |
| Gimnasia y Esgrima (LP) II        | La Plata                  |
| Nicolas Avellaneda                | Ciudad de Buenos Aires    |
| River Plate II                    | Núñez (Buenos Aires)      |
| Royal II                          | Quilmes                   |
| San Isidro V                      | San Isidro (Buenos Aires) |

## Campeón

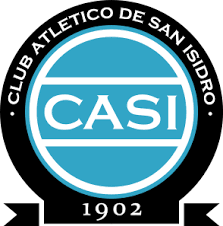
San Isidro IV

(1er Título)